# Zavidovići

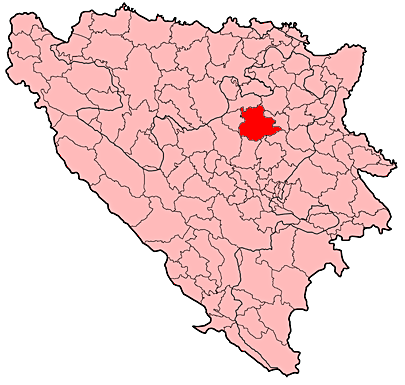
Poloha opštiny v rámci Bosny a Hercegoviny

Zavidovići jsou město a sídlo stejnojmenné opštiny v centrální části Bosny a Hercegoviny. Nacházejí se mezi Dobojem a Zenicí, administrativně je město součástí Zenicko-dobojského kantonu Federace Bosny a Hercegoviny. Městem protékají řeky Krivaja, Bosna a Gostovića. Zavidovići jsou známé jako město dřevozpracujícího průmyslu v Bosně.

## Historie
První písemná zmínka o obci pochází z roku 1565. Zpočátku malé sídlo se rychle začalo měnit po roce 1878, kdy Bosnu a Hercegovinu okupovalo Rakousko-Uhersko. Rakouské firmy začaly budovat závody na zpracování dřeva (první pila byla otevřena v r. 1897); vznikaly pily a úzkorozchodné dráhy. V roce 1902 získaly Zavidovići status obce. V roce 1911 byly při archeologickém průzkumu v okolí objeveny bronzové náramky, dnes jsou vystaveny jako exponáty muzea v Sarajevu. Na mapě třetího vojenského mapování se nachází vesnice s názvem Zavidović severně od dnešního města, ve svazích údolí řeky Bosny. Již zde existovala ona úzkorozchodná železnice s nádražím, zástavba však byla téměř neznatelná.
V pozdější době se město Zavidovići stalo významným dopravním uzlem v údolí Bosny a v Bosně a Hercegovině vůbec. Díky trati Šamac–Sarajevo se město industrializovalo a nové továrny přilákaly další obyvatele. Hlavním zaměstnavatelem se stala státní společnost Krivaja, která produkovala dřevěné výrobky, dveře a montované domy.
Konflikt v 90. letech však vedl k rozvratu dřevozpracujícího průmyslu a kdysi rozvíjející se město se tak dostalo do značných problémů. Došlo také k hegemonizaci obyvatelstva, kdy uprchla značná část chorvatských a srbských obyvatel města a tím se umocnila dominantní pozice bosňáckého obyvatelstva.

## Kultura
Ve městě se nachází muzeum války v Bosně a Hercegovině a kulturní dům.

## Doprava
Městem prochází železniční trať, nachází se zde nádraží a historická lokomotiva původem z roku 1901.

## Sport
Působí zde házenkářský klub RK Krivaja Zavidovići.